# Purismo (letteratura)
Per purismo, nel contesto della letteratura italiana, si indica quel movimento che si sviluppò in Italia nella prima metà del XIX secolo proponendo il ritorno all'uso della lingua italiana del Trecento, in particolare a quello delle tre corone fiorentine. In quanto forma di purismo, il purismo letterario italiano rifiutava neologismi e forestierismi.

## Storia
Precursori del Purismo sono presenti già alla fine del XVIII secolo. Nel 1791 Giovanni Francesco Galeani Napione scrisse un libello in cui, in nome della purità della lingua, si criticava Melchiorre Cesarotti reo di aver teorizzato la lingua come una materia in continuo e inevitabile divenire con l'uso. Il padovano Giulio Cesare Becelli nei cinque dialoghi Se oggidì scrivendo si debba usare la lingua italiana del buon secolo (1737) sostenne, contro il Cesarotti, che la lingua italiana potesse essere "artifiziosa e sublime" solo se fossero stati imitati "i tre lumi della lingua" del Trecento, Dante, Petrarca e Boccaccio.
Il movimento letterario del Purismo si svilupperà ai primi del XIX secolo in Veneto, sulle orme del Beccelli. Il suo principale rappresentante, il padre Antonio Cesari, già nel 1805, come membro della Società dei Veronesi per la ristampa del Vocabolario della Crusca, aveva pubblicato un Manifesto in cui si divulgavano le due idee fondamentali del Purismo: 1) la lingua come entità chiusa e perfetta (e in questo il Cesari si opponeva al Cesarotti) e 2) la superiorità del dialetto toscano del Trecento sugli altri dialetti sia per la bellezza e la spontaneità di quell'idioma lingua, sia perché Dante, Petrarca e Boccaccio avrebbero dovuto essere il modello per gli scrittori di ogni tempo. Il Cesari infatti giunse a sostenere il ripristino di vocaboli utilizzati nel Trecento e ormai decaduti. Gli interessi del Cesari erano prevalentemente lessicali; non dava infatti molta importanza alle regole grammaticali.
La pubblicazione del Manifesto della Società dei Veronesi suscitò adesioni, ma anche avversioni. Vincenzo Monti non risparmiò l'ironia, in alcuni articoli apparsi sulla rivista "Poligrafo" (1813), riguardo ad alcuni discutibili criteri di scelta lessicale e agli eccessi ideologici del Purismo. Cesari rispose alle critiche con varie opere polemiche: Dissertazione sopra lo stato presente della lingua italiana (1808), Le Grazie (1813), Articolo per giovani studiosi contro le novità in opere di lingua italiana (postumo, 1828). I letterati classicisti del primo Ottocento furono seguaci alquanto cauti del purismo. Per es., l'abate Angelo Dalmistro, di Murano, pur accettando gli autori del Trecento come modello di lessico e stile, diversamente dal Cesari rifiuta gli arcaismi, "i rancidumi che puzzano di morto"; il trevigiano Giuseppe Bianchetti, purista moderato ", anche se d'accordo con i puristi nel bandire i vocaboli stranieri, accetta i neologismi se sanciti dall'uso comune. Il trevigiano Michele Colombo, pur riconoscendo la preminenza della lingua trecentesca, afferma che gli scrittori moderni devono adattarla alle condizioni culturali e scientifiche del tempo.
A Napoli il movimento purista fu rappresentato dal marchese Basilio Puoti di cui Francesco De Sanctis, che di Puoti fu allievo, lasciò un affettuoso ritratto nella Giovinezza e nell'Ultimo dei puristi. Per Puoti il periodo aureo, accanto al Trecento, era il Cinquecento. Puoti aprì il suo palazzo ai giovani più colti di Napoli che educò allo studio dei classici italiani precedenti il XVI secolo: escludeva pertanto tutti gli autori moderni e quelli stranieri. In particolare, Puoti si sforzava di eliminare i termini derivati dal francese e di sostituirle con vocaboli desunti da autori del Trecento. La posizione del Puoti è tuttavia meno intransigente di quella del Cesari per quanto riguarda la parte lessicale: il marchese infatti rifuggiva dai vocaboli del Trecento caduti in disuso che, a differenza del Cesari, giudicava ridicoli. Rimaneva tuttavia un purista nell'additare a modello lo stile degli autori del '300, soprattutto Boccaccio. Posizioni analoghe a quelle del marchese Puoti ebbero Saverio Baldacchini di Barletta, che peraltro di Puoti fu allievo, Luigi Fornaciari di Lucca, e il gesuita Luigi Maria Rezzi che fu per Roma quello che Basilio Puoti era stato per Napoli: un maestro capace, con il suo insegnamento, di condurre alla conoscenza effettiva degli studi di filologia e di linguistica. Ferdinando Ranalli (1813-1894), classicista e purista fervente, pubblicò numerose opere di teoria letteraria, di storiografia e politica contemporanea utilizzando tuttavia la lingua dei cinquecentisti, con esiti talora sconcertanti.
Del tutto differente dagli altri puristi fu invece Pietro Giordani. Additava la lingua dei testi trecenteschi, di cui apprezzava l'eleganza e la purezza; ma aggiungeva che quella lingua doveva essere appresa "ai fonti, non alle cisterne".